# 2022 ve filmu
Toto je seznam filmů, jejichž premiéra proběhla v roce 2022.

## České filmy
(řazeno podle data premiéry)
- Srdce na dlani, režie Martin Horský (premiéra: 20. ledna 2022)
- Mimořádná událost, režie Jiří Havelka (premiéra: 3. února 2022)
- Tajemství staré bambitky 2, režie Ivo Macharáček (premiéra: 10. února 2022)
- V létě ti řeknu, jak se mám, režie Marta Ferencová (premiéra: 17. února 2022)
- Zpráva o záchraně mrtvého, režie Václav Kadrnka (premiéra: 24. února 2022)
- Betlémské světlo, režie Jan Svěrák (premiéra: 10. března 2022)
- Poslední závod, režie Tomáš Hodan (premiéra: 24. března 2022)
- Známí neznámí, režie Zuzana Marianková (premiéra: 31. března 2022)
- Stínohra, režie Peter Bebjak (premiéra: 7. dubna 2022)
- Vyšehrad: Fylm, režie Martin Kopp a Jakub Štáfek (premiéra: 14. dubna 2022)
- Po čem muži touží 2, režie Rudolf Havlík (premiéra: 21. dubna 2022)
- Promlčeno, režie Robert Sedláček (premiéra: 28. dubna 2022)
- Láska hory přenáší, režie Jakub Machala (premiéra: 5. května 2022)
- Ženy a život, režie Petr Zahrádka (premiéra: 12. května 2022)
- Když prší slzy, režie Michaela Semela (premiéra: 19. května 2022)
- Tři Tygři ve filmu: JACKPOT, režie Emil Křižka (premiéra: 26. května 2022)
- Pánský klub, režie Matěj Balcar (premiéra: 2. června 2022)
- Zakletá jeskyně, režie Mariana Čengel Solčanská (premiéra: 2. června 2022)
- Kdyby radši hořelo, režie Adam Koloman Rybanský (premiéra: 16. června 2022)
- Andílci za školou, režie Jan Lengyel (premiéra: 16. června 2022)
- Prezidentka, režie Rudolf Havlík (premiéra: 23. června 2022)
- Párty Hárder: Summer Massacre, režie Martin Pohl (premiéra: 23. června 2022)
- Řekni to psem, režie Robert Sedláček (premiéra: 7. července 2022)
- Hádkovi, režie Vojtěch Moravec (premiéra: 14. července 2022)
- Velká premiéra, režie Miroslav Krobot (premiéra: 21. července 2022)
- Střídavka, režie Petr Nikolaev (premiéra: 4. srpna 2022)[1]
- Cesta do Tvojzemí, režie Peter Budinský (premiéra: 11. srpna 2022)
- Arvéd, režie Vojtěch Mašek (premiéra: 25. srpna 2022)[2]
- FAMU v kině 03, režie Diana Cam Van Nguyen, Andrea Szelesová, Martin Kuba, Leila Basma a Barbora Chalupová (premiéra: 25. srpna 2022)[3]
- Jan Žižka, režie Petr Jákl (premiéra: 8. září 2022)[4]
- Slovo, režie Beata Parkanová (premiéra: 15. září 2022)[5]
- Indián, režie Tomáš Svoboda a Vladimír Kriško (premiéra: 22. září 2022)[6]
- BANGER., režie Adam Sedlák (premiéra: 22. září 2022)
- Buko, režie Alice Nellis (premiéra: 29. září 2022)[7]
- Spolu, režie David Laňka a Martin Müller (premiéra: 29. září 2022)[8]
- Websterovi ve filmu, režie Katarína Kerekesová (premiéra: 13. října 2022)[9]
- Běžná selhání, režie Cristina Groşan (premiéra: 13. října 2022)[10]
- Cirkus Maximum, režie Artur Kaiser (premiéra: 13. října 2022)[11]
- Il Boemo, režie Petr Václav (premiéra: 20. října 2022)[12]
- Za vším hledej ženu, režie Miloslav Šmídmajer (premiéra: 20. října 2022)[13]
- Princ Mamánek, režie Jan Budař (premiéra: 27. října 2022)[10]
- Hranice lásky, režie Tomasz Wiński (premiéra: 3. listopadu 2022)[10]
- Oběť, režie Michal Blaško (premiéra: 10. listopadu 2022)[14]
- Princezna zakletá v čase 2, režie Petr Kubík (premiéra: 17. listopadu 2022)
- Grand Prix, režie Jan Prušinovský (premiéra: 17. listopadu 2022)[15]
- Kunstkamera, režie Jan Švankmajer (premiéra: 17. listopadu 2022)
- Vánoční příběh, režie Irena Pavlásková (premiéra: 24. listopadu 2022)[16]
- Největší dar, režie Marta Santovjáková Gerlíková a Daria Hrubá (premiéra: 1. prosince 2022)
- Bandité pro Baladu, režie Vladimír Morávek (premiéra: 1. prosince 2022)
- A pak přišla láska…, režie Šimon Holý (premiéra: 1. prosince 2022)

### Dokumenty
- Síla, režie Martin Mareček (premiéra: 6. ledna 2022)
- Jizerské hory, režie Viktor Kuna (premiéra: 22. února 2022)
- Identita ES, režie Alena Činčerová (premiéra: 3. března 2022)
- Žal žen, režie Andrea Culková (premiéra: 8. března 2022)
- Černobyl na kolečkách, režie Eva Toulová (premiéra: 26. dubna 2022)
- Pražský výběr – Symphony Bizarre, režie Michael Kocáb (premiéra: 12. května 2022)
- Mára jde do nebe, režie Markéta Ekrt Válková (premiéra: 19. května 2022)
- Chinaski: Každej ví kulový, režie Pavel Bohoněk (premiéra: 26. května 2022)
- Plná 6, režie Adam Sejk (premiéra: 26. května 2022)
- Planeta Praha, režie Jan Hošek a Marián Polák (premiéra: 4. srpna 2022)[17]
- Jan Koller – Příběh obyčejného kluka, režie Petr Větrovský (premiéra: 11. srpna 2022)[18]
- Good Old Czechs, režie Tomáš Bojar (premiéra: 15. září 2022)
- Martina, režie Jarmila Štuková (premiéra: 23. září 2022)
- Naděje až do konce, režie Veronika Stehlíková (premiéra: 10. října 2022)
- Civilizace, režie Petr Horký (premiéra: 13. října 2022)[19]
- Můj otec, kníže, režie Lukas Sturm a Lila Schwarzenberg (premiéra: 20. října 2022)[20]
- Adam Ondra: Posunout hranice, režie Jan Šimánek a Petr Záruba (premiéra: 27. října 2022)
- PSH Nekonečný příběh, režie Štěpán Vodrážka (premiéra: 27. října 2022)
- Zkouška umění, režie Adéla Komrzý a Tomáš Bojar (premiéra: 3. listopadu 2022)
- Michael Kocáb – rocker versus politik, režie Olga Sommerová (premiéra: 10. listopadu 2022)[21]
- Sami doma, režie Jan Foukal (premiéra: 16. listopadu 2022)
- Ti, kteří tancují ve tmě, režie Jana Ševčíková (premiéra: 24. listopadu 2022)
- Kapr kód, režie Lucie Králová (premiéra: 14. prosince 2022)

## Zahraniční filmy

### Leden
- Kód 355 (USA; premiéra: 7. ledna 2022)
- American Siege (USA; premiéra: 7. ledna 2022)
- The Commando (USA; premiéra: 7. ledna 2022)
- La Llorona (Kanada, Mexiko; premiéra: 11. ledna 2022)
- Zlato (Austrálie; premiéra 13. ledna 2022; česká premiéra: 27. ledna 2022)
- Vřískot (USA; premiéra: 14. ledna 2022; česká premiéra: 13. ledna 2022)
- Hotel Transylvánie: Transformánie (USA; premiéra: 14. ledna 2022)
- Rozpolcená (USA; premiéra: 14. ledna 2022)
- Královské zacházení (USA; premiéra: 20. ledna 2022)
- Redeeming Love (USA; premiéra: 21. ledna 2022)
- The King's Daughter (USA; premiéra: 21. ledna 2022)
- Domácí tým (USA; premiéra: 28. ledna 2022)
- Doba ledová: Dobrodružství s Buckem Wildem (USA; premiéra: 28. ledna 2022)

### Únor
- Moonfall (česká premiéra: 3. února 2022)
- Bod varu (česká premiéra: 3. února 2022)
- Balada o bílé krávě (česká premiéra: 3. února 2022)
- Jižní vítr zesiluje (česká premiéra: 3. února 2022)
- Utéct (česká premiéra: 3. února 2022)
- Smrt na Nilu (česká premiéra: 10. února 2022)
- Vem si mě (česká premiéra: 10. února 2022)
- Uncharted (česká premiéra: 10. února 2022)
- Margrete – královna severu (česká premiéra: 10. února 2022)
- Super-Blb (česká premiéra: 17. února 2022)
- Přirozené světlo (česká premiéra: 17. února 2022)
- Nitram (česká premiéra: 17. února 2022)
- Haftaňan a tři mušteriéři (česká premiéra: 17. února 2022)
- Za soumraku (česká premiéra: 17. února 2022)
- Náš každodenní příběh (česká premiéra: 17. února 2022)
- Tove (česká premiéra: 24. února 2022)
- Belfast (česká premiéra: 24. února 2022)
- Štěstí (česká premiéra: 24. února 2022)
- Pes (česká premiéra: 24. února 2022)

### Březen
- Batman (česká premiéra: 3. března 2022)
- Proměna (česká premiéra: 10. března 2022)
- Na cestě (česká premiéra: 10. března 2022)
- Haute Couture (česká premiéra: 17. března 2022)
- Ambulance (česká premiéra: 17. března 2022)
- Příšerákovi 2 (česká premiéra: 24. března 2022)
- Ztracené město (česká premiéra: 24. března 2022)
- France (česká premiéra: 24. března 2022)
- Ježek Sonic 2 (česká premiéra: 31. března 2022)
- Morbius (česká premiéra: 31. března 2022)
- Olga (česká premiéra: 31. března 2022)
- Cyrano (česká premiéra: 31. března 2022)

### Duben
- Fantastická zvířata: Brumbálova tajemství (česká premiéra: 7. dubna 2022)
- Ztracené iluze (česká premiéra: 7. dubna 2022)
- Test (česká premiéra: 7. dubna 2022)
- Klam (česká premiéra: 7. dubna 2022)
- Seveřan (česká premiéra: 14. dubna 2022)
- Zlouni (česká premiéra: 14. dubna 2022)
- Uvolnit pěsti (česká premiéra: 21. dubna 2022)
- Notre-Dame v plamenech (česká premiéra: 21. dubna 2022)
- Panství Downtown: Nová éra (plánovaná česká premiéra: 28. dubna 2022)
- Křížová výprava (česká premiéra: 28. dubna 2022)
- Rande na oko (česká premiéra: 28. dubna 2022)
- Nosoroh (česká premiéra: 28. dubna 2022)

### Květen
- Doctor Strange v mnohovesmíru šílenství (česká premiéra: 5. května 2022)
- Zázrak (česká premiéra: 5. května 2022)
- 107 matek (česká premiéra: 5. května 2022)
- Nezanechat stopy (česká premiéra: 5. května 2022)
- Poslední představení (česká premiéra: 5. května 2022)
- Film roku (česká premiéra: 12. května 2022)
- Divoch (česká premiéra: 12. května 2022)
- Žhářka (česká premiéra: 12. května 2022)
- Ušák Chicky a Zlokřeček (česká premiéra: 15. května 2022)
- Co jsme komu všichni udělali? (česká premiéra: 19. května 2022)
- Top Gun: Maverick (česká premiéra: 26. května 2022)
- Muži na pokraji nervového zhroucení (česká premiéra: 26. května 2022)
- Všechno nejlepší, Chiaro! (česká premiéra: 26. května 2022)

### Červen
- Kde je Anne Franková (česká premiéra: 1. června 2022)
- Dva světy (česká premiéra: 2. června 2022)
- Mikádo (česká premiéra: 2. června 2022)
- Jurský svět: Nadvláda (česká premiéra: 9. června 2022)
- Náměsíčníci (česká premiéra: 9. června 2022)
- Rakeťák (česká premiéra: 16. června 2022)
- Tralala (česká premiéra: 16. června 2022)
- George Michael Freedom Uncut (česká premiéra: 23. června 2022)
- Elvis (česká premiéra: 23. června 2022)
- Sibyl (česká premiéra: 23. června 2022)
- Mimoni: Padouch přichází (česká premiéra: 30. června 2022)

### Červenec
- Thor: Láska jako hrom (česká premiéra: 7. července 2022)
- Černý telefon (česká premiéra: 14. července 2022)
- Hodně štěstí, pane Veliký (česká premiéra: 14. července 2022)
- Muréna (česká premiéra: 14. července 2022)
- Díra (česká premiéra: 14. července 2022)
- Erupce lásky (česká premiéra: 14. července 2022)
- Nejkrásnější chlapec na světě (česká premiéra: 14. července 2022)
- Jak obšťastnit ženu (česká premiéra: 21. července 2022)
- Všechno, všude, najednou (česká premiéra: 21. července 2022)
- DC Liga supermazlíčků (česká premiéra: 28. července 2022)[22]
- Men (česká premiéra: 28. července 2022)[23]

### Srpen
- Arthur: Prokletí (česká premiéra: 4. srpna 2022)[24]
- Bullet Train (česká premiéra: 4. srpna 2022)[25]
- Tygři (česká premiéra: 4. srpna 2022)[26]
- Bestie (česká premiéra: 11. srpna 2022)[27]
- Krásky z Dubaje (česká premiéra: 11. srpna 2022)[28]
- Sirotek: První oběť (česká premiéra: 11. srpna 2022)[29]
- Nene (česká premiéra: 18. srpna 2022)[30]
- Broadway (česká premiéra: 18. srpna 2022)[31]
- Podezřelá (česká premiéra: 18. srpna 2022)[32]
- Princezna rebelka (česká premiéra: 18. srpna 2022)
- After: Pouto (česká premiéra: 25. srpna 2022)[33]
- Pozvánka do pekla (česká premiéra: 25. srpna 2022)[34]

### Září
- Minamata (česká premiéra: 1. září 2022)[35]
- Jedna sekunda (česká premiéra: 1. září 2022)[36]
- Já jsem Zlatan (plánovaná premiéra: 8. září 2022)[37]
- Řeka (česká premiéra: 8. září 2022)[38]
- Vstupenka do ráje (česká premiéra: 15. září 2022)[39]
- Krásné bytosti (česká premiéra: 15. září 2022)[40]
- Moonage Daydream (česká premiéra: 15. září 2022)[41]
- Tichá země (česká premiéra: 15. září 2022)[42]
- To nic, drahá (premiéra: 22. září 2022)[43]
- Úsměv (česká premiéra: 29. září 2022)[44]
- Kde zpívají raci (česká premiéra: 29. září 2022)[45]

### Říjen
- Paní Harrisová jede do Paříže (česká premiéra: 6. října 2022)[46]
- Trojúhelník smutku (česká premiéra: 6. října 2022)[47]
- Tři tisíce let touhy (česká premiéra: 6. října 2022)[48]
- Světlonoc (česká premiéra: 6. října 2022)[49]
- Zaměstnanec měsíce (česká premiéra: 6. října 2022)[50]
- V prach se navrátíš (česká premiéra: 6. října 2022)
- Černé brýle (česká premiéra: 6. října 2022)
- Leonora addio (česká premiéra: 6. října 2022)
- Válečnice (česká premiéra: 13. října 2022)[51]
- Halloween končí (česká premiéra: 13. října 2022)[52]
- Alcarràs (česká premiéra: 13. října 2022)[53]
- Na konci zimy (česká premiéra: 13. října 2022)
- EOS: Slunečnice (česká premiéra: 13. října 2022)
- Utama (česká premiéra: 20. října 2022)[54]
- Black Adam (česká premiéra: 20. října 2022)[55]
- Šoumen krokodýl (česká premiéra: 26. října 2022)[56]
- Událost (česká premiéra: 27. října 2022)[57]
- Ďáblova kořist (česká premiéra: 27. října 2022)[58]
- Poslední střih (česká premiéra: 27. října 2022)[59]
- Vražda v Londýně (česká premiéra: 27. října 2022)

### Listopad
- Rimini (česká premiéra: 3. listopadu 2022)[60]
- Black Panther: Wakanda nechť žije (česká premiéra: 10. listopadu 2022)[61]
- Svatý pavouk (česká premiéra: 10. listopadu 2022)[62]
- Láska to nebyla (česká premiéra: 10. listopadu 2022)[63]
- Dreaming Walls: Hotel Chelsea (česká premiéra: 10. listopadu 2022)
- EOS: Dánský sběratel – Delacroix až Gauguin (česká premiéra: 10. listopadu 2022)
- Rybaření a rybářské rozprávění (česká premiéra: 10. listopadu 2022)
- Menu (česká premiéra: 17. listopadu 2022)[64]
- R.M.N. (česká premiéra: 17. listopadu 2022)
- Dežo Hoffmann – fotograf Beatles (česká premiéra: 17. listopadu 2022)
- JFK návrat: Za zrcadlem (česká premiéra: 17. listopadu 2022)
- Divnosvět (česká premiéra: 24. listopadu 2022)[65]
- Fabelmanovi (česká premiéra: 24. listopadu 2022)
- Strachy v nás (česká premiéra: 24. listopadu 2022)
- Ach, ty holky (česká premiéra: 24. listopadu 2022)

### Prosinec
- Když promluvila (česká premiéra: 1. prosince 2022)[66]
- Srdce dubu (česká premiéra: 1. prosince 2022)[67]
- Zapomenutá země (česká premiéra: 1. prosince 2022)
- Jízda na hraně (česká premiéra: 1. prosince 2022)
- Tizian – říše barev (česká premiéra: 7. prosince 2022)
- Mikulášovy patálie: Jak to celé začalo (česká premiéra: 8. prosince 2022)
- EOS: Pissarro – otec impresionismu (česká premiéra: 8. prosince 2022)
- Neuvěřitelné, ale pravdivé (česká premiéra: 8. prosince 2022)[68]
- Kousek nebe (česká premiéra: 8. prosince 2022)[69]
- Amerika (česká premiéra: 8. prosince 2022)[70]
- Šílená noc (česká premiéra: 8. prosince 2022)[71]
- Adam (česká premiéra: 8. prosince 2022)
- Haut et fort (česká premiéra: 15. prosince 2022)
- Avatar: The Way of Water (česká premiéra: 15. prosince 2022)
- Vánoční pohádka (česká premiéra: 15. prosince 2022)
- Všechno bude v pohodě (česká premiéra: 15. prosince 2022)
- Kůň (česká premiéra: 15. prosince 2022)
- Kocour v botách: Poslední přání (česká premiéra: 22. prosince 2022)[72]
- Whitney Houston: I Wanna Dance with Somebody (česká premiéra: 22. prosince 2022)[73]
- Srdeční záležitost (česká premiéra: 29. prosince 2022)[74]